# Torneo WTA de Tokio 2017
El Japan Women's Open 2017 fue un torneo de tenis femenino que se jugó en pistas cubiertas duras y fue parte de los torneos internacionales WTA de la WTA Tour 2017. Se llevó a cabo en Tokio (Japón) del 11 al 17 de septiembre de 2017.

## Cabezas de serie

### Individuales femenino
| Tenista             | Ranking | Preclasificada |
| Kristina Mladenovic | 13      | 1              |
| Zhang Shuai         | 26      | 2              |
| Elise Mertens       | 39      | 3              |
| Kristýna Plíšková   | 41      | 4              |
| Samantha Stosur     | 44      | 5              |
| Naomi Osaka         | 45      | 6              |
| Alison Riske        | 49      | 7              |
| Yulia Putintseva    | 50      | 8              |

- Ranking del 28 de agosto de 2017[2]

### Dobles femenino
| Tenista                              | Ranking | Preclasificada |
| Makoto Ninomiya Renata Voráčová      | 70      | 1              |
| Eri Hozumi Miyu Kato                 | 78      | 2              |
| Lyudmyla Kichenok Katarina Srebotnik | 82      | 3              |
| Shuko Aoyama Yang Zhaoxuan           | 86      | 4              |

## Campeonas

### Individual femenino
Zarina Diyas venció a  Miyu Kato por 6-2, 7-5

### Dobles femenino
Shuko Aoyama /  Yang Zhaoxuan vencieron a  Monique Adamczak /  Storm Sanders por 6-0, 2-6, [10-5]